# Игнатьев, Майкл
Майкл Грант Игна́тьев (англ. и фр. Michael Grant Ignatieff; род. 12 мая 1947 года, Торонто, Канада) — канадский историк, публицист и политик. Лидер Либеральной партии Канады с мая 2009 по май 2011 гг.

## Биография
Сын Георгия Павловича Игнатьева и Элисон Грант, внук П. Н. Игнатьева, правнук Н. П. Игнатьева и праправнук П. Н. Игнатьева. Канадец русского происхождения.
Будучи потомком российских графов, Игнатьев также имеет право на пользование графским титулом, но мысль быть русским графом кажется ему смешной.
В 1969 году окончил Тринити-колледж Торонтского университета, в 1976 году защитил диссертацию на степень доктора философии (Ph.D.) в Гарвардском университете. С 1976 по 1978 год преподавал в Университете Британской Колумбии. В 1978 году переехал в Великобританию, где до 1984 года работал в Кембриджском университете, когда переехал в Лондон, где занимался публицистической деятельностью. За время пребывания в Великобритании Игнатьев стал известным радио- и телеведущим. В 2000 году перешёл на работу в Гарвардский университет, где преподавал до 2005 года, когда вернулся в Канаду и поступил на работу в Университет Торонто.
Является автором 17 книг. Автор сценария фильма «Онегин». За последние десятилетия неоднократно входил в различные рейтинги самых влиятельных людей Канады.

### Политическая деятельность

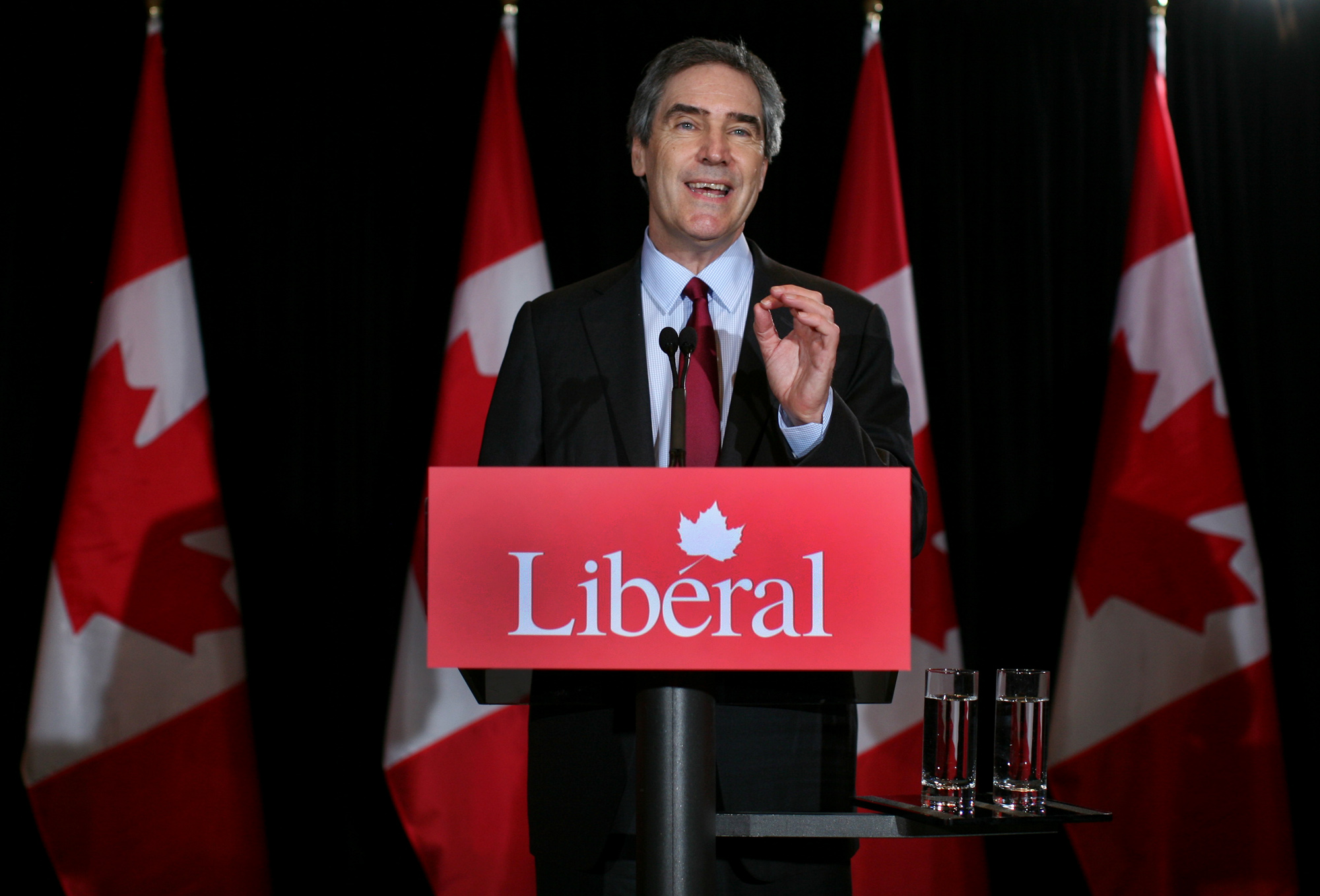
Игнатьев на пресс-конференции в Торонто

Игнатьев был активен в политике со студенческой юности, участвовал в избирательных кампаниях Пьера Трюдо и Лестера Пирсона. В 2004 году группа деятелей Либеральной партии Канады обратилась к Игнатьеву с предложением баллотироваться на пост лидера партии. В ноябре 2006 года Игнатьев был избран членом Палаты общин Канады, переизбран в 2008 году.
В декабре 2006 года Игнатьев баллотировался на пост лидера Либеральной партии Канады, но проиграл Стефану Диону, который позже назначил его своим заместителем. В ноябре 2008-го Игнатьев вновь выдвинулся на пост лидера партии на выборах, которые должны были состояться на съезде в мае 2009 года в Ванкувере. Однако в начале декабря 2008-го два других кандидата на пост лидера, Боб Рэй и Доминик Леблан, сняли свои кандидатуры, что сделало Игнатьева фактическим победителем без выборов. 10 декабря 2008 года избран временным лидером Либеральной партии. 2 мая 2009 на съезде в Ванкувере Игнатьев был официально избран главой Либеральной партии 97 % процентами голосовавших депутатов.
На федеральных выборах 2011 года либералы уменьшили число своих депутатов более чем вдвое (с 77 до 34 мест), а сам Игнатьев не был переизбран по своему избирательному округу Этобико — Лейкшор. Это был худший результат в истории Либеральной партии и впервые в истории Канады либералы не смогли занять даже второе место на выборах.
3 мая 2011 года объявил о намерении уйти в отставку с поста лидера партии и о намерении вернуться к преподавательской деятельности. В истории Либеральной партии Канады Игнатьев стал третьим её лидером, не поработавшим в качестве премьер-министра страны.

### После ухода из политики
С 2016 года — президент и ректор Центрально-Европейского университета.
Председатель жюри 2021 Cundill Prize.

## Награды и звания
- Почётный доктор права Тилбургского университета[англ.] (Нидерланды, 2007 год)[5].
- Премия Ханны Арендт (2003).
- Член ордена Канады (2016)[6].